# Волсинии
Волсинии, на етруски; Велсуна или Велцна (Volsinii; етруски: Velsuna, Velzna; гръцки: Οὐολσίνιοι; Οὐολσίνιον) e най-важният и стар град на етруския Съюз на дванадесетте. Градът се намира на стръмни скали недалече от сливането на реките Кланис и Тибър.
Във Волсинии вероятно се намира централното светилище на Волтумна, най-главният бог от етруската религия.
Богатият и могъщ град води често войни против Рим, както през 392 пр.н.е., 308 пр.н.е. и 294 пр.н.е. Слесд 30-годишна съпротива градът завладян и разрушен през 264 пр.н.е. от консула Марк Фулвий Флак. Жителите на града са принудени да се заселят на езерото Lacus Volsiniensis (днес Lago di Bolsena) във Volsinii novi, днешна Болсена.
Още не е изяснено дали Волсинии е при днешния град Орвието.